# Fiscal (kommun i Spanien, Aragonien, Provincia de Huesca, lat 42,50, long -0,12)
Fiscal är en kommun i Spanien.   Den ligger i provinsen Provincia de Huesca och regionen Aragonien, i den nordöstra delen av landet, 400 km nordost om huvudstaden Madrid. Antalet invånare är 346.